# Войтакайтис, Владислав
Владислав Войтакайтис (пол. Władysław Wojtakajtis; 3 февраля 1949 года, Старгард, Польша — 2 марта 2016 года, Старгард, Польша) — польский пловец вольным стилем. Участник двух Олимпиад.

## Биография
Родился в Старгарге. Плаванием начал заниматься в возрасте 10 лет, когда в городе открылся плавательный клуб «Нептун». Окончил городскую школу № 5. Первый успех пришёл в 1965 году, когда на Открытом чемпионате Болгарии завоевал золотые медали на дистанциях 400 и 1500 метров вольным стилем. В 1966 году выполнил квалификационный минимум на чемпионат Европы.
Отобрался на Олимпийские игры в Мексике. На играх выступил на дистанциях 200 метров (3 место во втором полуфинальном заплыве с результатом 2:06.0); 400 метров вольным стилем (3 место в первом полуфинальном заплыве с результатом 4:31.1) и 1500 метров вольным стилем (5 место в третьем полуфинальном заплыве с результатом 18:32.4), но в финал не прошёл.
В 1970 году участвовал в Чемпионате Европы в Барселоне. В том же году на Универсиаде в Турине завоевал бронзовую медаль на дистанции 1500 метров вольным стилем.
В 1970 году начал обучение в Академии физкультуры в Варшаве и перешёл в клуб АЗС (Варшава).
На Олимпиаде в Мюнхене выступил на двух дистанциях — 400 метров вольным стилем (4 место в четвёртом полуфинальном заплыве с результатом 4:16.04) и 1500 метров вольным стилем (4 место в шестом полуфинальном заплыве с результатом 17:23.47), но в финалы опять не попал.
После окончания учёбы стал работать тренером во Вроцлаве, но, не добившись успехов, уже в 1978 году вернулся в "Нептун", где и работал на тренерских должностях до своей смерти.
Скончался 2 марта 2016 года. Похоронен 5 марта на Старом кладбище при улице Тадеуша Костюшко в Старгарде.